# Musik für Sie
Musik für Sie – die MDR-Wunschgala – war eine seit 1995 zuerst von Carmen Nebel (bis 2003) und zuletzt von Uta Bresan (bis 2024) moderierte Unterhaltungsshow am Sonntag- bzw. Freitagabend im MDR Fernsehen. In der 90 Minuten dauernden Sendung, die in Landeshauptstädten des MDR-Sendegebietes (Sachsen, Sachsen-Anhalt, Thüringen) und kleineren Orten und von 2011 bis 2020 in verschiedenen Landschaftsgebieten zu Gast war, konnten die Zuschauer bestimmen, welche Künstler sie in ihrer Stadt erleben wollen. Nebenbei gab es unterhaltsame Geschichten rund um die Gastgeberstadt bzw. Landschaftsgebiet und ein Gespräch mit dem (Ober-)Bürgermeister.

## Geschichte
Die erste Sendung wurde am 7. Juli 1995 ausgestrahlt, die 50. Sendung am 25. März 2007 und die 100. Sendung am 11. Mai 2018.  Die Sendung wurde bis 2020 vier Mal jährlich etwa eine Woche vor Ausstrahlung aufgezeichnet. Jedes Mal mit dabei waren bis zu seiner Auflösung 2020 das Deutsche Fernsehballett sowie bis etwa 2008 die Humoristin Leni Statz und danach das Duo Günti & Heiko. Zu Beginn und Ende der Sendung sang Uta Bresan in den Anfangsjahren das Titellied „Musik für Sie“, das von Andreas Goldmann und Heike Fransecky komponiert und geschrieben wurde.
Ab 2021 wurde Musik für Sie live aus dem Studio der Media City Leipzig gesendet – 2021 mit zehn Ausgaben fast monatlich, 2022 mit acht und 2023 mit vier. Neben Uta Bresan präsentierte Peter Heller die Kommentare und Grüße der Zuschauer. Ross Antony war als Außenreporter im Einsatz. 
Am 19. Januar 2024 wurde mit der Jubiläumssendung „20 Jahre Musik für Sie“ die letzte Ausgabe ausgestrahlt. Mit dabei waren Eloy de Jong, Linda Feller, Olaf Berger, Kristina Vogel, Ireen Sheer und Andreas Knopf. Im November 2024 wurde bekannt, dass der MDR nach 29 Jahren keine neuen Ausgaben mehr produzieren lässt.
Produziert wurde die Sendung von Saxonia Entertainment im Auftrag des Mitteldeutschen Rundfunks. Als langjähriger Autor wirkte der Journalist und Moderator Juergen Schulz (1943–2020).

## Sendungsliste
| Folge | Datum              | Ort                                                                             | Showacts |
| ----- | ------------------ | ------------------------------------------------------------------------------- | --- |
| 39    | 18. Januar 2004    | Aschersleben                                                                    | Naabtal Duo, Gracia, Mystic-Chor Gregorian, Schauorchester Ungelenk, Chris Norman, Stephanie, Frans Bauer, Bata Illic                                                       |
| 40    | 2. Mai 2004        | Kamenz                                                                          | Nana Mouskouri, Thomas Anders, Gaby Albrecht, Kristina Bach, Bernhard Brink, Thomas Lück, Vanilla Ninja, Anna Maria Kaufmann, Andreas Holm, De Randfichten, Magic Artists   |
| 41    | 5. Mai 2004        | Naumburg                                                                        | Fernando Express, Gracia, Daniel Küblböck, Hanne Haller, Jürgen Marcus, Piero Mazzocchetti, Tony Carey, Jan Gregor, Martin Jones                                            |
| 42    | 10. Oktober 2004   | Wernigerode / Ilsenburg                                                         | Pussycat, Juliane Werding, Helena Vondráčková, Wonderwall, Andrea Jürgens, G. G. Anderson, Anke Lautenbach, Rundfunk-Jugendchor Wernigerode, Jimmy Somerville               |
| 43    | 27. Februar 2005   | Suhl                                                                            | Andrea Berg, Jan Smit, Ute Freudenberg, Karin Roth, Klaus & Klaus, Johnny Logan, Mo Casal, Tony Carey, Cornamusa                                                            |
| 44    | 29. Mai 2005       | Lößnitz                                                                         | Gitte Hænning, Leonard, Nilsen Brothers, Mara Kayser, Toni de klaane Flugficht, Ronny Krappmann, Joana Zimmer                                                               |
| 45    | 25. September 2005 | Sonneberg                                                                       | Semino Rossi, Katja Ebstein, Gitte & Klaus, Uwe Busse, Nockalm Quintett, Gerd Christian, Sonneberger Jazz Optimisten, Männerchor Judenbach                                  |
| 46    | 04. Dezember 2005  | Merseburg                                                                       | Kathrin und Peter, Erste Allgemeine Verunsicherung, Bernd Clüver, Sigrid & Marina, Bianca Graf, Right Said Fred, Nicole, De Randfichten, Engelbert, Saaletaler              |
| 47    | 12. März 2006      | Riesa                                                                           | Christian Anders, Olaf Berger, Astrid Harzbecker, Jonny Hill, Margitta und ihre Töchter, Lys Assia, Andrea Jürgens, Cora, Chor des Thomas Mann Gymnasiums Oschatz           |
| 48    | 28. Mai 2006       | Wolfen                                                                          | Bernhard Brink, Linda Feller, Helene Fischer, Limahl, Bonnie Tyler, Andrea Kathrin Loewig, Hans-Jürgen Beyer, Ballett Ensemble Wolfen                                       |
| 49    | 30. Oktober 2006   | Schmalkalden                                                                    | City, Michelle, Veronika Fischer, Naabtal Duo, Die Paldauer, Hans-Jürgen Gröschner, Kristin Lenk, Peter Ehrlicher, Frank Galan                                              |
| 50    | 25. März 2007      | Jubiläumssendung aus Leipzig                                                    | Julia Axen, Wind, DJ Ötzi & Nik P., Olaf Berger, Chris de Burgh, Karel Gott, Nena, Gaby Albrecht, Declan, Münchener Freiheit                                                |
| 51    | 27. Mai 2007       | Bad Langensalza                                                                 | City, Joana Zimmer, Edward Simoni, Petra Frey, Rote Gitarren, Petra Zieger, Freddy Breck, Heino                                                                             |
| 52    | 22. Juli 2007      | Sommersendung von der Insel Darß-Zingst                                         | Michelle, Chris de Burgh, Patrick Lindner, Kathrin und Peter, Semino Rossi, Gaby Albrecht, DJ Ötzi & Nik P., Andrea Berg                                                    |
| 53    | 30. September 2007 | Dessau-Roßlau                                                                   | Marianne & Michael, Helene Fischer, Maxi Arland, Mary Roos, Class of 64, Matthias Carras, Spielberg, Landespolizeiorchester Sachsen-Anhalt                                  |
| 54    | 16. Dezember 2007  | Chemnitz                                                                        | Andrea Berg, G. G. Anderson, Ute Freudenberg, Captain Cook und seine singenden Saxophone, De Randfichten, Die jungen Zillertaler, Breitenauer Musikanten                    |
| 55    | 30. März 2008      | Eisenach                                                                        | Stefanie Hertel, Juliane Werding, Rosanna Rocci, Frank Schöbel, Nicole, Gerd Christian, Ricardo Marinello, Trenkwalder                                                      |
| 56    | 18. Mai 2008       | Coswig                                                                          | Bata Illic, Andreas Martin, Uta Bresan, Cora, Hartmut Schulze-Gerlach (Muck), Appassionante                                                                                 |
| 57    | 20. Juli 2008      | Sommersendung von der Insel Rügen                                               | Helene Fischer, Juliane Werding, Stefanie Hertel, Andreas Martin, Harpo, Bata Illic, Michael Heck                                                                           |
| 58    | 28. September 2008 | Quedlinburg                                                                     | Helene Fischer, Anke Lautenbach, Semino Rossi, Francine Jordi, Die Paldauer                                                                                                 |
| 59    | 23. November 2008  | Stendal                                                                         | Ireen Sheer, Geschwister Hofmann, UKW, Hubert Kah, Donikkl, Frl. Menke, City, Markus                                                                                        |
| 60    | 08. März 2009      | Staßfurt                                                                        | Roland Kaiser, Gaby Albrecht, Daliah Lavi, Christian Lais, Johnny Logan, Bernd Warkus, DJ Ötzi, Fernando Express                                                            |
| 61    | 24. Mai 2009       | Jena                                                                            | Andrea Berg, Kay Dörfel, Chris Norman, Leonard, Münchener Freiheit, Heinz Rudolf Kunze                                                                                      |
| 62    | 19. Juli 2009      | Sommersendung aus Wismar und der Insel Poel                                     | Geschwister Hofmann, Helene Fischer, Roland Kaiser, Brunner & Brunner, Semino Rossi, Andrea Berg, City                                                                      |
| 63    | 11. Oktober 2009   | Neustadt in Sachsen                                                             | Uwe Busse, Tom Pauls, Mara Kayser, Right Said Fred, Bernhard Brink, Die Amigos, Christoff                                                                                   |
| 64    | 13. Dezember 2009  | Weihnachtssendung aus Spergau                                                   | Frank Zander, Andrea Berg, Simone Stelzer, Olaf Berger, Peter Wieland, Anita Hofmann, Marie Welker, Veronika Fischer, Kathrin und Peter, Günti & Heiko                      |
| 65    | 14. März 2010      | Altenburg                                                                       | Frank Ramond, Howard Carpendale, Lena Valaitis, Ines Adler, Roger Whittaker, Gaby Baginsky, Claudia & Carmen, Günti & Heiko, Vanessa Calcagno, Tatjana Meissner             |
| 66    | 16. Mai 2010       | Zwickau                                                                         | Angela Wiedl, Uwe Erhardt (Die Schäfer), Andrea Jürgens, Die Cappuccinos, Patrick Lindner, Wencke Myhre, Nik P., Stefan Waggershausen, Elin Kolev                           |
| 67    | 08. August 2010    | Sommersendung von der Mecklenburger Seenplatte                                  | Helene Fischer, Andrea Berg, Randfichten, Ella Endlich, Ines Adler, Semino Rossi, Howard Carpendale, Wencke Myhre, Lena Valaitis                                            |
| 68    | 12. September 2010 | Ilsenburg (Harz)                                                                | Ute Freudenberg, Stefanie Hertel, Leonard (Sänger), Trenkwalder, Captain Cook und seine singenden Saxophone, Günti & Heiko                                                  |
| 69    | 12. Dezember 2010  | Weihnachtssendung aus Burkhardtsdorf                                            | Geschwister Hofmann, Vicky Leandros, Uwe Busse, Linda Feller, Rudy Giovannini, Frank Schöbel, Johnny Logan, Matthias Reim, Günti & Heiko                                    |
| 70    | 24. April 2011     | Ostersendung aus Altenburg                                                      | Die Ladiner, Ute Freudenberg, Christian Lais, Ricky King, Laura Wilde, Bill Ramsey, Stefan Mross, Monika Martin, Günti & Heiko, Andy Borg, Adoro                            |
| 71    | 17. Juni 2011      | Schönebeck (Elbe)                                                               | Franziska, Chris Norman, Die Amigos, Die Cappuccinos, Mara Kayser, Semino Rossi, Bernhard Brink, Cora, Günti & Heiko                                                        |
| 72    | 12. August 2011    | Sommersendung vom Rheinsberger Seengebiet in Brandenburg                        | Stefan Mross, Roland Kaiser, Claudia Jung, Bernhard Brink, Helene Fischer, Andrea Berg, Jürgen Drews, Gaby Albrecht, Kathrin und Peter u. a.                                |
| 73    | 14. Oktober 2011   | Brand-Erbisdorf                                                                 | Andrea Berg, Simone, Rudy Giovannini, Olaf Berger, Chris Andrews, André Stade, Joy, Isabel Varell, Gudrun Lange & Kactus, Zwini, Günti & Heiko                              |
| 74    | 09. Dezember 2011  | Weihnachtssendung aus Magdeburg                                                 | Semino Rossi, Tony Christie, Gaby Albrecht, Kathrin und Peter, Matthias Reim, Roland Kaiser, Alexander Klaws, Rüdiger Wolff u. a.                                           |
| 75    | 09. März 2012      | Frühlingssendung aus Dresden                                                    | Helene Fischer, Stefan Mross, DJ Ötzi, Andreas Gabalier, Stefan Gwildis, Dresdner Kreuzchor, Michael Hirte, Dorfrocker, Wolfgang Lippert u. a.                              |
| 76    | 20. Juli 2012      | Sommersendung von der Mecklenburgischen Seenplatte zw. Mirow und Neubrandenburg | Linda Feller, Andrea Berg, Ute Freudenberg & Christian Lais, Helene Fischer, Semino Rossi, Monika Martin, Amigos, Marjan & Lukas, Mary Roos u. a.                           |
| 77    | 26. Oktober 2012   | Herbstsendung aus der Sächsischen Schweiz                                       | Helene Fischer, Gerd Christian, Andrea Berg, DJ Ötzi, Santiano, Nik P. u. a.                                                                                                |
| 78    | 25. Januar 2013    | Wintersendung aus dem Oberen Vogtland                                           | Andrea Berg, Semino Rossi, Matthias Reim, Adoro, Amigos, Howard Carpendale, Ute Freudenberg, Nik P., Bernhard Brink, Marjan & Lukas u. a.                                   |
| 79    | 26. April 2013     | Frühlingssendung aus der Lausitz                                                | Fantasy (Schlagerband), Christian Franke (Schlagersänger), Edward Simoni, Kathrin und Peter, Andrea Berg, Frank Schöbel, Ute Freudenberg, Mary Roos u. a.                   |
| 80    | 02. August 2013    | Sommersendung (Schlösser- und Burgentour)                                       | Stefanie Hertel, Ute Freudenberg, Die Cappuccinos, Christian Lais, Santiano, Olaf Berger, Simone Stelzer, Faun (Band), Großstadtfreunde u. a.                               |
| 81    | 25. Oktober 2013   | Herbstsendung aus dem Eichsfeld und dem Hainich                                 | Dirk Michaelis, Rosanna Rocci, Nik P., Frank Schöbel, Andreas Gabalier, Jan Smit, Olaf, Kastelruther Spatzen u. a.                                                          |
| 82    | 27. Dezember 2013  | Weihnachtssendung aus Sickenberg, Neumark (Vogtland) und Trebsen/Mulde          | Helene Fischer, Andrea Berg, Andreas Gabalier, Roland Kaiser, Jan Smit, Ute Freudenberg, Linda Hesse u. a.                                                                  |
| 83    | 25. April 2014     | Frühlingssendung aus Dresden, Chemnitz und Penig                                | Stefanie Hertel, Michelle (Sängerin), Ute Freudenberg, Frank Schöbel, Michael Hirte, Ronny Weiland u. a.                                                                    |
| 84    | 29. August 2014    | Sommersendung von der Saale                                                     | Patrick Lindner, Maxi Arland, Maria Levin, Olaf der Flipper, Anita & Alexandra Hofmann, Francine Jordi, Anna-Maria Zimmermann, Michael Wendler u. a.                        |
| 85    | 19. Dezember 2014  | Weihnachtssendung von der Festung Königstein                                    | Beatrice Egli, Jan Smit, Petra Zieger, Linda Feller, Medlz, Isabel Varell, Olaf Berger, Bernhard Brink, Patrick Lindner u. a.                                               |
| 86    | 06. März 2015      | Frühlingssendung aus dem vogtländischen Musikwinkel                             | Stefanie Hertel, Nik P., Michelle (Sängerin), Hubert Trenkwalder, Beatrice Egli, Nicole (Sängerin, 1964), Nino de Angelo, Karel Gott u. a.                                  |
| 87    | 24. April 2015     | Frühlingssendung aus der Oberlausitz und Görlitz                                | Claudia Jung, Uwe Busse, Monika Martin, Angelika Milster, Günther Fischer, City (Band), Faun (Band) u. a.                                                                   |
| 88    | 19. Juni 2015      | Bundesgartenschau 2015 Havelregion                                              | Mary Roos, Cora, Marc Marshall, Nik P., Santiano, Patrick Lindner, Linda Hesse, Rockhaus, Isabel Varell, die Italian Tenors u. a.                                           |
| 89    | 07. August 2015    | Sommersendung aus der Urlaubsregion Thüringer Wald                              | Jürgen Drews, Die Cappuccinos, Ute Freudenberg, Maxi Arland, G. G. Anderson, Wolkenfrei, Oonagh, Beatrice Egli, Laura Wilde, Linda Feller, Olaf Berger & Johnny Logan u. a. |
| 90    | 23. Oktober 2015   | Herbstsendung aus der Weinbauregion um Meißen                                   | Karat (Band), Achim Petry, Gaby Rückert, Björn Casapietra, Rockhaus, Faun (Band), Anne Haigis, Bluma u. a.                                                                  |
| 91    | 12. Februar 2016   | Wintersendung rund um Straupitz und Burg (Spreewald)                            | Klubbb3, Bernhard Brink, Nik P., DJ Ötzi, Anita & Alexandra Hofmann, Maria Levin, Frank Zander, Oonagh u. a.                                                                |
| 92    | 27. Mai 2016       | Frühlingssendung aus dem Harz                                                   | Beatrice Egli, Ute Freudenberg, Petra Zieger, Nicki, Heinz-Rudolf Kunze, Jürgen Drews, Linda Hesse u. a.                                                                    |
| 93    | 23. September 2016 | Herbstsendung vom Thüringer Meer                                                | Patrick Lindner, Oonagh, Maxi Arland, Gruppe Wind, Melissa Naschenweng, Petra Zieger, Olaf Berger, Dominique Lacasa, Jungen Zillertaler u. a.                               |
| 94    | 04. November 2016  | Herbstsendung aus dem Erzgebirge                                                | Linda Feller, voXXclub, Blechbixn, Frank Zander, Kastelruther Spatzen, Sarah-Jane Scott, Ireen Sheer, Frank Schöbel, Bernhard Brink u. a.                                   |
| 95    | 10. Februar 2017   | Wintersendung von der Wartburg                                                  | Oonagh, Klubbb3, Stefanie Hertel, Anita & Alexandra Hofmann, Laura Wilde, Gerd Christian, Die Grubertaler, Maite Kelly u. a.                                                |
| 96    | 02. Juni 2017      | Frühlingssendung aus der Altmark                                                | Feuerherz, Maite Kelly, DJ Ötzi, Mitch Keller, Linda Feller, Nicole, Nina Lizell, Anna-Carina Woitschack, voXXclub, Anna-Maria Zimmermann u. a.                             |
| 97    | 28. Juli 2017      | Sommersendung aus Sachsen                                                       | Monika Martin, Ute Freudenberg, Christian Lais, Die Amigos, Allessa, Julian David, Buddy, Michelle u. a.                                                                    |
| 98    | 31. Oktober 2017   | Herbstsendung aus der Lutherstadt Wittenberg                                    | voXXclub, Mary Roos, Norman Langen, Nik P., Beatrice Egli, Die Seer, Die Priester, Rockhaus u. a.                                                                           |
| 99    | 02. Februar 2018   | Wintersendung aus dem märchenhaften Erzgebirge                                  | Loona, Bernhard Brink, Oonagh, Christin Stark, Laura Wilde, Andy Borg, Klubbb3, Simone & Charly Brunner, Rudy Giovannini u. a.                                              |
| 100   | 11. Mai 2018       | Jubiläumssendung aus Erfurt                                                     | Olaf Berger, Anita & Alexandra Hofmann, Gerd Christian, Wolfgang Lippert, Roland Kaiser, Andrea Berg, Helene Fischer, Wolfgang Petry u. a.                                  |
| 101   | 17. August 2018    | Sommersendung vom Geiseltalsee                                                  | Feuerherz, Maite Kelly, Angelo Kelly, G.G. Anderson, Tom Astor, Linda Feller, Patrick Lindner, Franziska Katzmarek u. a.                                                    |
| 102   | 02. Oktober 2018   | Herbstsendung aus der Sächsischen Schweiz                                       | Bernhard Brink, Linda Feller, Lichtblick, Jürgen Drews, Franziska Wiese, Die jungen Zillertaler, Leonard, Sabrina Sauder, Marie Wegener u. a.                               |
| 103   | 15. Februar 2019   | Wintersendung aus Bad Frankenhausen im Kyffhäuser                               | Christin Stark, Petra Zieger & Band, Maite Kelly, Eloy de Jong, Feuerherz, Bergfeuer, Klubbb3 u. a.                                                                         |
| 104   | 12. April 2019     | Frühlingssendung aus Annaberg-Buchholz & Erzgebirge                             | Ross Antony, voXXclub, Allessa, Nockalm Quintett, Vincent Groß, Veronika Fischer, Nik P., Melissa Naschenweng u. a.                                                         |
| 105   | 19. Juli 2019      | Sommersendung aus Riesa                                                         | Olaf Berger, Kathy Kelly, Sarah Jane Scott, Frank Zander, Brenner, Björn Landberg, Vivian Lindt, Hans-Jürgen Beyer u. a.                                                    |
| 106   | 25. Oktober 2019   | Herbstsendung aus dem Winzergebiet Saale/Unstrut                                | Franziska, Frank Schöbel, Draufgänger, Sonia Liebing, Roland Kaiser, Fantasy, Andreas Gabalier, Ute Freudenberg & Christian Lais u. a.                                      |
| 107   | 19. Juni 2020      | Frühlingssendung aus dem Wörlitzer Park                                         | Christian Lais, Sonia Liebing, Bernhard Brink, Vincent Gross, Julia Lindholm, Ramon Roselly, Giovanni Zarrella u. a.                                                        |
| 108   | 24. Juli 2020      | Sommersendung vom Elberadweg (Sachsen)                                          | Eloy de Jong, Vincent Gross, Tanja Lasch, Saskia Leppin, Semino Rossi, Die Amigos, Francine Jordi, Marie Wegener u. a.                                                      |
| 109   | 25. September 2020 | Herbstsendung vom Elberadweg (Sachsen-Anhalt)                                   | Maria Levin, Kerstin Ott, Christin Stark, Julian David, Oonagh, Isabel Varell, Mitch Keller, Linda Hesse, Die Schlagerpiloten u. a.                                         |
| 110   | 27. November 2020  | Herbstsendung aus Sonneberg und Umgebung                                        | Julia Lindholm, Jürgen Drews, Rotblond, Anna-Maria Zimmermann, Olaf Berger, Sonia Liebing, Nockis, Eloy de Jong u. a.                                                       |